# Livingston (Tennessee)
Livingston è un comune degli Stati Uniti d'America, situato nello Stato del Tennessee, nella Contea di Overton, della quale è il capoluogo.